# Pikwakanagan
Pikwakanagan (Golden Lake, Algonquins of Pikwàkanagàn) /Pikwàkanagàn od Pick-wok-nah-gone u značenju "beautiful hilly country covered in evergreens"/, jedna od bandi Algonquin Indijanaca s rezervata Golden Lake u okrugu Renfrew, Ontario, Kanada. 
Populacija im je 1900. iznosila 86; 97 (1904.); 1.992 (2008), od čega 406 na rezervatu. Poznatiji pripadnik im je glumac Paul Benoit (Chief Akawanush).